# 黑色刺尾魚
黑色刺尾魚（学名：Acanthurus gahhm），又名黑色刺尾鯛、倒吊、粗皮仔，為輻鰭魚綱鱸形目刺尾魚亞目刺尾魚科的其中一個種，於1789年由德國博物學家 Johann Friedrich Gmelin首次正式描述，其模式產地並未給出，但被認為是紅海。

## 分布
本魚分布於西印度洋區的紅海及亞丁灣，為特有種。

## 深度
水深5至50公尺。

## 特徵
本魚體呈橢圓形而側扁。頭背部輪廓不特別凸出。口小，端位，上下頜各具一列扁平齒，齒固定不可動，齒緣具缺刻。體色茶褐色，鰓孔上方到胸鰭中部上方具一黑色長斑，寬度和瞳孔相當。背臀鰭及胸鰭末緣黃色，臀鰭外緣、背鰭基部及外緣藍色。在尾柄棘的前方具一細的前窄後寬的黑色短縱帶，尾柄末端白色，尾鰭呈新月形，背鰭硬棘9枚、背鰭軟條24-28枚、臀鰭硬棘3枚、臀鰭軟條23-26枚，尾柄上有硬毒棘，易傷人。體長可達40公分。

## 生態
本魚棲息在水質清澈的珊瑚礁或潟湖，屬雜食性，以藻類及浮游動物為食。

## 經濟利用
可食用，但大多做為觀賞魚。